# غابات صغيرة
غابات صغيرة (بالإنجليزية: Littile Woods) فيلم جريمة ودراما أمريكي إنتاج عام 2018. من بطولة ليلي جيمس ولانس ريديك، وتيسا تومسون ولوك كيربي وجيمس ديل. الفيلم كتابة وإخراج نيا داكوستا وهو تجربتها الإخراجية الأولى. يدور الفيلم حول أختين تتوفى والدتهما، ثم تجدان نفسيهما في تجارة المخدرات عبر الحدود بين كندا والولايات المتحدة الأمريكية. عرض الفيلم للمرة الأولى في مهرجان تيريبيكا السينمائي 21 أبريل 2018، وصدر رسميا في 19 أبريل 2019 عبر شركة نيون للإنتاج.

## طاقم التمثيل
- ليلي جيمس.
- لانس ريديك.
- تيسا طومسون.
- لوك كيربي.
- جيمس ديل.

## روابط خارجية
- غابات صغيرة  في قاعدة بيانات الأفلام على الإنترنت (بالإنجليزية)
- غابات صغيرة في روتن توميتوز.